# Bakcell
Bakcell — оператор сотовой связи стандарта GSM, UMTS и LTE в Азербайджане. Первый сотовый оператор, начавший свою деятельность в Азербайджане.

## Общие сведения
Компания Bakcell основана в марте 1994 года как совместное предприятие между компанией «GTIB» и Министерством связи Азербайджана. Она стала первой компанией, предоставляющей услуги мобильной связи в Азербайджане. Первоначальное название компании являлось «Bakcell Motorola».
Сеть компании охватывает более 99.9 % населения, и 92.6 % территории страны. Сеть оптимизирована технологией EDGE для предоставления услуг высокоскоростного интернета. Более 2 000 базовых станций обеспечивают связь по всей стране, включая труднодоступные регионы.
Количество активных абонентов Bakcell превышает 3 млн чел.
Bakcell входит в группу компаний NEQSOL Holding.

## Деятельность
Обеспечен охват мобильной сетью населенных пунктов Ханкенди, Ходжавенд, Ходжалы, Агдере и Аскеран.
Предоставлен доступ к сети Bakcell Шушинского, Зангиланского, Джебраильского, Губадлинского, Кяльбаджарского и Лачинского районов.
В январе 2024 года компанией открыт официальный дилерский магазин в Ханкенди. В охват сетью освобождённых территорий компания вложила 23 млн манат.
Компания планирует подключение к своей сети карабахского и восточно-зангезурского регионов Азербайджана.
Компанией внедрена технология eSIM.
В 2024 году компанией подписан договор о сотрудничестве с Vodafone, в рамках которого компания будет использовать опыт Vodafone, включая решения на основе искусственного интеллекта и инновационные продукты, для повышения качества услуг. 
Bakcell является одним из крупных инвесторов в экономику Азербайджана. 
Компания проводит активную программу корпоративной социальной ответственности «Bakcell Stars» для помощи нуждающимся детям.
3 декабря 2019 Bakcell завершила сделку о приобретении Vodafone (Украина).

### 2025
В 2025 году внедрены услуги «Birinci Tariff», «Тарифный советник», «VoWiFi», «Bakcell Fiber» и «Star тарифы».
Для пассажиров Uber предоставлен интернет-пакет объёмом 1 ГБ на бесплатной основе во время каждой поездки по тарифам поездок категории «Fastest». Пакет действует в течение 30 минут во время поездки.

## Типы абонентов
Bakcell предлагает тарифы типов Prepaid (Cin) и Postpaid (Klass и Business). В 2010 году Bakcell объявил программу лояльности, создав клуб «Yaqut» (аз. «Рубин»), предоставляя абонентам в рамках клуба особые условия.

## Тарифы
Postpaid тарифные планы «Klass» и «Business» — тарифы с абонентской оплатой и гибкими тарифными условиями. Пополнение баланса возможно за счёт денежных карт, посредством оплаты в специальных пунктах оплаты или банках и банкоматах. В тарифах «Klass» и «Business» абоненты могут совершать и принимать звонки и сообщения, пользоваться интернетом, роумингом и другими предлагаемыми компанией услугами.
18 сентября 2024 года представлен тарифный пакет «Star» в 9 категориях. Тариф включает минуты для разговора, подключение к сети интернет. При продлении пакета начисляются интернет-бонусы. Стоимость тарифного пакета — 14,90 манат.

## Зона охвата
Bakcell обеспечивает мобильной связью 88 % территории Республики. Вся сеть Bakcell переведена на EDGE технологию.

## Международные партнёры
Bakcell имеет соглашения по голосовому роумингу с 211 операторами в 120 странах мира.

## Награды
- В 2009 году компания была признана Каспийским интеграционным бизнес клубом телекоммуникационной компанией года.
- В марте 2010 года компания Bakcell удостоилась национальной премии «UĞUR» («Успех») в качестве самой быстрорастущей компании Азербайджана.
- В 2010 году компания Bakcell была удостоена приза «Azeri Business Award» в номинациях «Технологический лидер года» и «КСО лидер года» (лидер в области корпоративной социальной ответственности).
- Почётный Диплом Министерства связи и информационных технологий Азербайджана (2012 год) — за предоставление высококачественных и надёжных услуг мобильной связи во время международного конкурса Евровидение 2012[9].
- Почётная Грамота Министерства связи и высоких технологий (2015 год) — за вклад в предоставление телекоммуникационных услуг во время первых Европейских игр[10].
- Сертификат за «Лучший корпоративный стиль» на 25-й Юбилейной Азербайджанской Международной Выставке «Телекоммуникации, Инновации и Высокие Технологии (2019 год)[11].
- Национальная премия в сфере КСО 2019 («Milli KSM Mükafatı 2019») за свою деятельность в сфере корпоративной социальной ответственности в 2019 году[12]